# Primeiro Concílio de Latrão
O Primeiro Concílio de Latrão, de 1123, foi um concílio ecumênico da Igreja Católica. Foi convocado pelo papa Calisto II em dezembro de 1122, imediatamente após a concordata de Worms. Os objetivos do concílio eram diversos, mas principalmente acabar com a prática de conferir benefícios a pessoas leigas, eliminar a influência secular nas eleições de bispos e abades, separar claramente os assuntos espirituais dos temporais, restabelecer o princípio de que a autoridade sobre os assuntos espirituais reside unicamente na Igreja, e finalmente, abolir completamente a influência dos imperadores romano-germânicos nas eleições papais.
O concílio contou com a presença de 300 bispos e mais de 600 abades, todos reunidos em Roma em março de 1123, o que é um tamanho considerável em comparação com os concílios realizados até então. Calisto II presidiu aos trabalhos pessoalmente, durante os quais as decisões da concordata de Worms foram lidas e ratificadas assim como diversas outras decisões foram tomadas.

## Contexto até o concílio
O primeiro concílio de Latrão foi convocado pelo papa Calisto II, cujo reinado começou em 1 de fevereiro de 1119. Marcou o fim o da Questão das Investiduras que tinha começado antes, no tempo do papa Gregório VII e continuou controverso e sob disputa por quase um século. 
Guido, como foi chamado antes de sua ascensão ao papado, era filho de Guilherme I, conde de Borgonha. Estava intimamente ligado a quase todas as casas reais da Europa em ambos os lados de sua família. Ele havia sido nomeado legado papal para a França pelo Papa Pascoal II. Durante o mandato de Guido neste ofício, Pascoal II cedeu às ameaças militares de Henrique V, Sacro Imperador Romano, e foi induzido a emitir o Privilégio no ano de 1111. Por este documento a Igreja desistiu de grande parte do que havia sido reivindicado e subsequentemente alcançado. pelo Papa Gregório VII e suas Reformas Gregorianas.

### Privilegiume o conflito com o Papa Pascoal
Guido, como Calisto era conhecido antes de sua elevação, era filho de Guilherme I, Conde da Borgonha e era relacionado por parentesco com quase todas as casas reais da Europa. Foi nomeado legado papal em França pelo papa Pascoal II, que tinha cedido às pressões militares de Henrique V do Sacro Império Romano-Germânico e tinha sido forçado a concordar com termos extremamente desfavoráveis à Igreja (que deveria desistir de todas as suas posses e reinos recebidos do império e do reino da Itália desde o tempo de Carlos Magno). Por este documento a Igreja desistia de grande parte do que havia sido reivindicado e subsequentemente alcançado pelo Papa Gregório VII e suas Reformas Gregorianas. Em compensação, o imperador desistiria de suas pretensões na questão das investiduras..
Estas concessões não trouxeram a tão esperada paz, mas foram recebidas com violenta oposição em  todos os lugares. A Europa chegou a esperar o fim da controvérsia da investidura, e não estava disposta a voltar aos velhos tempos quando o Sacro Imperador Romano nomeava o papa. A maior resistência foi em França, liderada justamente pelo legado Guido. Este tinha participado do sínodo laterano de 1112 que proclamaou o que ficou chamado de "Privilegium" de 1111. Em seu retorno à França, Guido convocou uma assembleia dos bispos da França e da Borgonha na cidade de Vienne, onde a prática da investidura laica do clero (pela qual reis e imperadores podiam nomear bispos ou mesmo o papa) foi denunciada como sendo herética. Uma sentença de excomunhão foi proclamada contra Henrique V, que tinha arrancado à força do papa as concessões do Privilegium, ele também foi condenado por ser contra os interesses da Igreja. Os decretos da assembleia de Vienne foram enviados ao papa Pascoal II para que fossem confirmados, o que ele fez em 20 de outubro de 1112.

### Papa Gelásio II e o antipapa Gregório VIII
Guido foi em seguida elevado à posição de cardeal por Pascoal II, que apesar disso parece não ter ficado muito contente com o ataque frontal e audacioso de Guido ao imperador. Com a morte de Pascoal II, em 21 de janeiro de 1118, Gelásio II foi eleito Papa, sendo imediatamente preso pelos aliados italianos de Henrique V. Com o apoio da população conseguiu fugir para a Gaeta, onde foi coroado. Henrique demandou que ele confirmasse o "Privilegium", mas não recebeu nenhuma resposta que o satisfizesse. Henrique então nomeou Burdino, o antigo arcebispo de Braga, como seu próprio papa sob o nome de Gregório VIII, posteriormente tido como um antipapa. Burdino tinha antes sido o enviado do papa Pascoal II para conversar com Henrique V quando este invadiu a Itália. Traindo a causa papal, juntou-se ao imperador e recebeu-o em Roma em março de 1117, coroando-o solenemente imperador. Por isso, Burdino fora excomungado e deposto de seu arcebispado.
A excomunhão de Bardino foi reiterada pelo cânon 6 do documento produzido pelo Concílio de Latrão I. O papa Gelásio II prontamente excomungou o antipapa Gregório VIII e o imperador Henrique V. Por essa ação Gelásio II foi forçado a fugir novamente e refugiou-se na Abadia de Cluny, onde morreu em 1119. Quatro dias depois da morte de Gelásio II e por obra principalmente do cardeal Cuno, Guido foi eleito papa e assumiu o nome de Calisto II, sendo coroado papa em Vienne em 9 de fevereiro de 1119.

### Papa Calisto II e o concílio de Latrão
Por causa de sua conexão próxima com as casas reais da Alemanha, França, Inglaterra e Dinamarca, o papado de Calisto II foi recebido com muita celebração por toda a Europa. Havia a real esperança de que a Questão das Investiduras pudesse ser resolvida de uma vez por todas. Neste sentido, o imperador Henrique V chegou até a receber uma embaixada papal em Estrasburgo. Porém, logo ficou claro que o imperador não iria ceder o seu suposto direito antigo de nomear o papa e os bispos dentro do seu império. Ainda assim, possivelmente como forma de demonstrar uma aproximação ou por uma necessidade política real, Henrique retirou seu apoio ao antipapa Gregório VIII. 
Em 8 de junho de 1119, Calisto realizou um sínodo em Toulouse para proclamar as reformas disciplinares em que vinha trabalhando para conseguir dentro da Igreja da França. Em outubro do mesmo ano, abriu também um concílio em Reims que contou com a presença de Luís VI da França e da maior parte dos seus barões e mais de 400 bispos e abades. O papa também iria encontrar-se com Henrique V em Mousson, que apareceu ali com um exército de mais de trinta mil homens. O papa Calisto II, vendo a postura pouco amistosa de Henrique V decidiu voltar para Reims rapidamente e ali continuou o concílio, tratando de assuntos como a simonia e o concubinato do clero.
Estava claro agora que Henrique não tinha intenção de reconciliação e que nenhum compromisso com ele seria atingido. O Conclave em Reims considerou a situação e determinou, como uma Igreja inteira, excomungar formalmente tanto Henrique V quanto o antipapa Gregório VIII. Isso ocorreu em 30 de outubro de 1119. Calisto II tentou efetuar um acordo com Henrique I da Inglaterra e seu irmão Robert, mas isso também fracassou.
Calisto estava agora determinado a voltar para Roma, que estava ocupada pelas tropas do imperador e pelo antipapa Gregório VIII. Uma revolta da população forçou o antipapa Gregório VIII a fugir e, depois de muitas intrigas políticas e militares em Roma e nos estados italianos, Gregório VIII acabou deposto formalmente e Calisto II foi aceite como o papa legítimo em 1121. Recuperando o seu poder na Itália, Calisto II retomou então a sua disputa com Henrique V sobre a questão das investiduras. O imperador já vinha sendo alvo de pressão de muitos dos seus barões na Germânia por causa deste conflito com o papa, alguns inclusive entrando em rebelião aberta. Henrique V foi forçado pelas circunstâncias a buscar alguma forma de acordo de paz com Calisto II e as negociações iniciais foram realizadas em Wurzburg, em outubro de 1121. Lambert, o cardeal de Ostia, foi enviado para convocar um sínodo em Worms, que começaria em 8 de setembro de 1122. Já em 23 de setembro, a Concordata de Worms ou Pacto Calixtino, foi firmado. Por seu lado, o imperador desistiu da investidura e concedeu a liberdade na eleição das sedes episcopais.
As eleições dos bispos poderiam sim ser testemunhadas pelo imperador ou seus representantes. Calisto II obteve o direito de nomear os bispos por toda a Germânia, mas ainda não conseguira o mesmo na Borgonha e na Itália. 
O primeiro concílio de Latrão foi convocado para confirmar a concordata de Worms, mas também decidiu questões sobre a simonia, o concubinato do clero, roubos na Igreja, documentos eclesiásticos fraudulentos e também reafirmou as indulgências aos cruzados.

### Anos finais de Calisto
Nos anos finais de sua vida, Calisto II tentou assegurar o status da Igreja como tinha sido no final do reino do papa Gregório VII. Reorganizou as igrejas à volta de Roma, canonizou Conrado de Constança; condenou os ensinamentos de Pedro de Bruys; confirmou o bispo Thurston de York contra a vontade de  Henrique I de Inglaterra e reafirmou a liberdade da sé de Iorque frente à de Cantuária. Morreu em 13 de dezembro de 1124 e foi sucedido pelo papa Honório II. Calisto II era uma figura forte que trouxe uma paz relativa, se tentativa, entre a Alemanha e a Igreja. A concordata de Worms e o primeiro concílio de Latrão mudaram para sempre a crença no direito divino dos reis de nomear os papas e os bispos, e reformularam a natureza da relação entre a Igreja e o Estado para sempre.

## Texto do Conselho
Textos do Primeiro Concílio de Latrão podem variar tanto na redação quanto na numeração dos cânones dependendo da fonte. Nesta tradução, os preceitos da Concordata de Worms são codificados nos Cânones 2, 4 e 10:

#### CÂNON I
Resumo: Ordenações e promoções feitas por considerações pecuniárias são desprovidas de toda dignidade.
Texto: Seguindo o exemplo dos santos pais e reconhecendo a obrigação de nosso ofício, absolutamente proibimos em virtude da autoridade da Sé Apostólica que alguém seja ordenado ou promovido por dinheiro na Igreja de Deus. Se alguém assim garantiu a ordenação ou promoção na Igreja, o posto adquirido será desprovido de toda dignidade.

#### CÂNON 2
Resumo: Somente um sacerdote pode ser feito reitor, arcipreste e decano; somente um diácono pode ser arquidiácono.
Texto: Ninguém, exceto um sacerdote, será promovido à dignidade de reitor, arcipreste ou reitor; e ninguém será feito arquidiácono a menos que seja diácono.

#### CÂNON 3
Resumo: Sacerdotes, diáconos e subdiáconos são proibidos de viver com mulheres que não sejam permitidas pelo Conselho de Niceia.
Texto: Nós absolutamente proibimos que padres, diáconos e subdiáconos se associem com concubinas e mulheres, ou que vivam com mulheres que não sejam por razões permitidas pelo Concílio de Niceia (cânon 3), a saber: mãe, irmã ou tia, ou qualquer outra. Tal pessoa sobre quem nenhuma suspeita poderia surgir.

#### CÂNON 4
Resumo: Os leigos, por mais piedosos que sejam, não têm autoridade para dispor de qualquer coisa que pertença à Igreja.
Texto: De acordo com a decisão do Papa Estêvão, declaramos que os leigos, por mais devotos que sejam, não têm autoridade para dispor de qualquer coisa que pertença à Igreja, mas, de acordo com o cânon apostólico, a supervisão de todos os assuntos eclesiásticos pertence à Igreja. O bispo, que os administrará de acordo com a vontade de Deus. Se, portanto, qualquer príncipe ou outro leigo se arrogar o direito de disposição, controle ou propriedade de bens ou propriedades eclesiásticas, seja julgado culpado de sacrilégio.

#### CÂNON 5
Resumo: Casamentos entre parentes de sangue são proibidos.
Texto: Proibimos casamentos entre parentes de sangue porque eles são proibidos pelas leis divinas e seculares. Aqueles que contraem tais alianças, como também seus descendentes, as leis divinas não apenas ostracizam, mas declaram amaldiçoados, enquanto as leis civis as classificam como infames e privam-nas de direitos hereditários. Nós, portanto, seguindo o exemplo de nossos pais, declaramos e os estigmatizamos como infames.

#### CÂNON 6
Resumo: As ordenações de Burdino e dos bispos consagrados por ele são inválidas.
Texto: As ordenações feitas pelo heresiarca Burdino após sua condenação pela Igreja Romana, como também aquelas feitas pelos bispos consagrados por ele depois desse período de tempo, declaramos ser inválidos.

#### CÂNON 7
Resumo: Ninguém é autorizado a arrogar para si a autoridade episcopal em questões relativas à cura pastoral e à outorga de benefícios.
Texto: Nenhum arquidiácono, arcipreste, reitor ou reitor outorgará a outro o cuidado de almas ou as prebendas de uma igreja sem a decisão ou o consentimento do bispo; de fato, como os cânones sagrados indicam, o cuidado das almas e a disposição da propriedade eclesiástica são investidos na autoridade do bispo. Se alguém ousar agir contrário a isto e se arrogar o poder pertencente ao bispo, deixe-o ser expulso da Igreja.

#### CÂNON 8
Resumo: Militares são proibidos sob pena de anátema de invadir ou forçar a cidade de Benevento. 
Texto: Desejando com a graça de Deus proteger os bens reconhecidos da Santa Igreja Romana, proibimos sob anátema qualquer militar de invadir ou forçar a cidade de São Pedro, Benevento. Se alguém agir de forma contrária a isso, seja anatematizado. 

#### CÂNON 9
Resumo: Aqueles excomungados por um bispo, não podem ser restaurados por outros. 
Texto: Nós absolutamente proibimos que aqueles que foram excomungados por seus próprios bispos sejam recebidos na comunhão da Igreja por outros bispos, abades e clérigos.

#### CÂNON 10
Resumo: Um bispo consagrado após uma eleição não canônica será deposto. 
Texto: Ninguém será consagrado bispo que não tenha sido canonicamente eleito. Se alguém ousar fazer isso, tanto o consagrador quanto o consagrado serão deposto sem esperança de reintegração. 

#### CÂNON 11
Resumo: Para aqueles que ajudam os cristãos no Oriente é concedida a remissão dos pecados, e suas famílias e posses são tomadas sob a proteção da Igreja Romana. 
Texto: Por efetivamente esmagar a tirania dos infiéis, nós concedemos àqueles que vão a Jerusalém e também àqueles que dão ajuda para a defesa dos cristãos, a remissão de seus pecados e nós tomamos sob a proteção de São Pedro e a Igreja Romana. suas casas, suas famílias e todos os seus pertences, como já foi ordenado pelo Papa Urbano II. Quem, por conseguinte, ousar molestar ou apreendê-los durante a ausência de seus donos, incorrerá em excomunhão. Aqueles, no entanto, que com uma visão de ir a Jerusalém ou à Espanha (isto é, contra os mouros) são conhecidos por terem anexado a cruz às suas vestimentas e depois removido, nós ordenamos em virtude de nossa autoridade Apostólica para substituí-la e comece a viagem dentro de um ano a partir da próxima Páscoa. Caso contrário, excomungá-los-emos e interditarmos em seu território todo o serviço divino, exceto o batismo de crianças e a administração dos últimos ritos aos moribundos.

#### CÂNON 12
Resumo: A propriedade dos porticani que morrem sem herdeiros não deve ser descartada de maneira contrária ao desejo do falecido.
Texto: Com o concílio de nossos irmãos e de toda a Cúria, bem como com a vontade e o consentimento do prefeito, decretamos a abolição daquele costume maligno que até então prevaleceu entre os porticanos, a saber, de se dispor, contrário ao desejo de o único falecido, da propriedade de porticani morrendo sem herdeiros; com este entendimento, no entanto, que no futuro os porticani permanecerão fiéis à Igreja Romana, a nós e aos nossos sucessores.

#### CÂNON  13
Resumo: Se alguém violar a trégua de Deus e depois da terceira admoestação não satisfizer, será anatematizado.
Texto: Se alguém violar a trégua de Deus, ele será admoestado três vezes pelo bispo para obter satisfação. Se ele desconsiderar a terceira admoestação, o bispo, seja com o concílio do metropolita ou com o de dois ou um dos bispos vizinhos, pronunciará a sentença de anátema contra o infrator e, por escrito, o denunciará a todos os bispos.

#### CÂNON 14
Resumo: Leigos são absolutamente proibidos de remover as ofertas dos altares das igrejas romanas.
Texto: Seguindo os cânones dos santos padres, nós absolutamente e sob pena de anátema proibimos leigos de remover as oferendas dos altares das igrejas de São Pedro, do Salvador (Basílica de Latrão), de Santa Maria Rotunda, em uma palavra, dos altares de qualquer das igrejas ou das cruzes. Por nossa autoridade apostólica proibimos também a fortificação de igrejas e sua conversão a usos profanos.

#### CÂNON  15
Resumo: Os falsificadores de dinheiro serão excomungados.
Texto: Quem fabrica ou conscientemente gasta dinheiro falso, deve ser separado da comunhão dos fiéis (excomungado) como um maldito, como um opressor dos pobres e um perturbador da cidade.

#### CÂNON 16
Resumo: Ladrões de peregrinos e mercadores devem ser excomungados.
Texto: Se alguém ousar atacar peregrinos que vão a Roma para visitar os santuários dos Apóstolos e os oratórios de outros santos e roubá-los das coisas que eles têm com eles, ou exigir dos comerciantes novos impostos e impostos, que ele seja excomungado até que ele tenha feito satisfação.

#### CÂNON 17
Resumo:. Abades e monges podem não ter a cura pastoral.
Texto: Proibimos que os abades e monges imponham penitências públicas, visitem os doentes, administrem a extrema-unção e cantem missas públicas. A crisma, o óleo sagrado, a consagração dos altares e a ordenação de clérigos que eles obterão dos bispos em cujas dioceses eles residem.

#### CÂNON 18
Resumo: A nomeação de sacerdotes para as igrejas pertence aos bispos e, sem o seu consentimento, eles podem não receber dízimos e igrejas de leigos.
Texto: Sacerdotes serão designados para igrejas paroquiais pelos bispos, a quem eles serão responsáveis pelo cuidado de almas e outros assuntos pertinentes a eles. Eles não estão autorizados a receber dízimos e igrejas de leigos sem a vontade e consentimento dos bispos. Se eles agirem de outra forma, que eles fiquem sujeitos às penalidades canônicas.

#### CÂNON 19
Resumo: Impostos pagos aos bispos pelos monges desde que Gregório VII deve ser continuados. Os monges não podem, por prescrição, adquirir as posses das igrejas e dos bispos.
Texto: O imposto (servitium) que os mosteiros e suas igrejas prestaram aos bispos desde a época de Gregório VII, deve continuar. Nós absolutamente proibimos abades e monges para adquirir por prescrição após trinta anos as posses de igrejas e de lojas.

#### CÂNON 20
Resumo: As igrejas e suas posses, assim como a pessoa e as coisas relacionadas com elas, permanecerão seguras e sem serem molestadas.
Texto: Tendo em mente o exemplo de nossos pais e cumprindo o dever de nosso ofício pastoral, decretamos que as igrejas e seus bens, bem como as pessoas ligadas a eles, ou seja, clérigos e monges e seus servos (conversi), também os trabalhadores e as coisas que eles usam, devem permanecer seguras e sem serem molestadas. Se alguém se atrever a agir contrariamente a isso e, reconhecendo o seu crime, não faz no prazo de trinta dias fazer as devidas reparações, que ele seja separado da Igreja e anatematizado.

#### CÂNON 21
Resumo: Clérigos em grandes ordens não podem se casar e casamentos já contraídos devem ser dissolvidos.
Texto: Nós absolutamente proibimos sacerdotes, diáconos, subdiáconos e monges de ter concubinas ou contrair matrimônio. Decretamos de acordo com as definições dos cânones sagrados, que os casamentos já contraídos por tais pessoas devem ser dissolvidos e que as pessoas sejam condenadas a fazer penitência.

#### CÂNON  22
Resumo: A alienação de posses do exarcado de Ravena é condenada, e os ordinários feitos pelos intrusos são inválidos.
Texto: A alienação que foi feita especialmente por Otto, Guido, Jerônimo e talvez por Filipe de posses do exarcado de Ravena, nós condenamos. De um modo geral, declaramos inválidas as alienações de qualquer maneira feitas por bispos e abades, seja ele eleito ou canonicamente eleito, e também as ordenações que lhes são conferidas, com o consentimento do clero da Igreja ou simoniaticamente. Também proibimos absolutamente qualquer clérigo de alienar sua prebenda ou qualquer benefício eclesiástico. Se ele presumiu fazer isso no passado ou presumirá fazê-lo no futuro, sua ação será nula e ele estará sujeito às penalidades canônicas.

## Resultados do Concílio

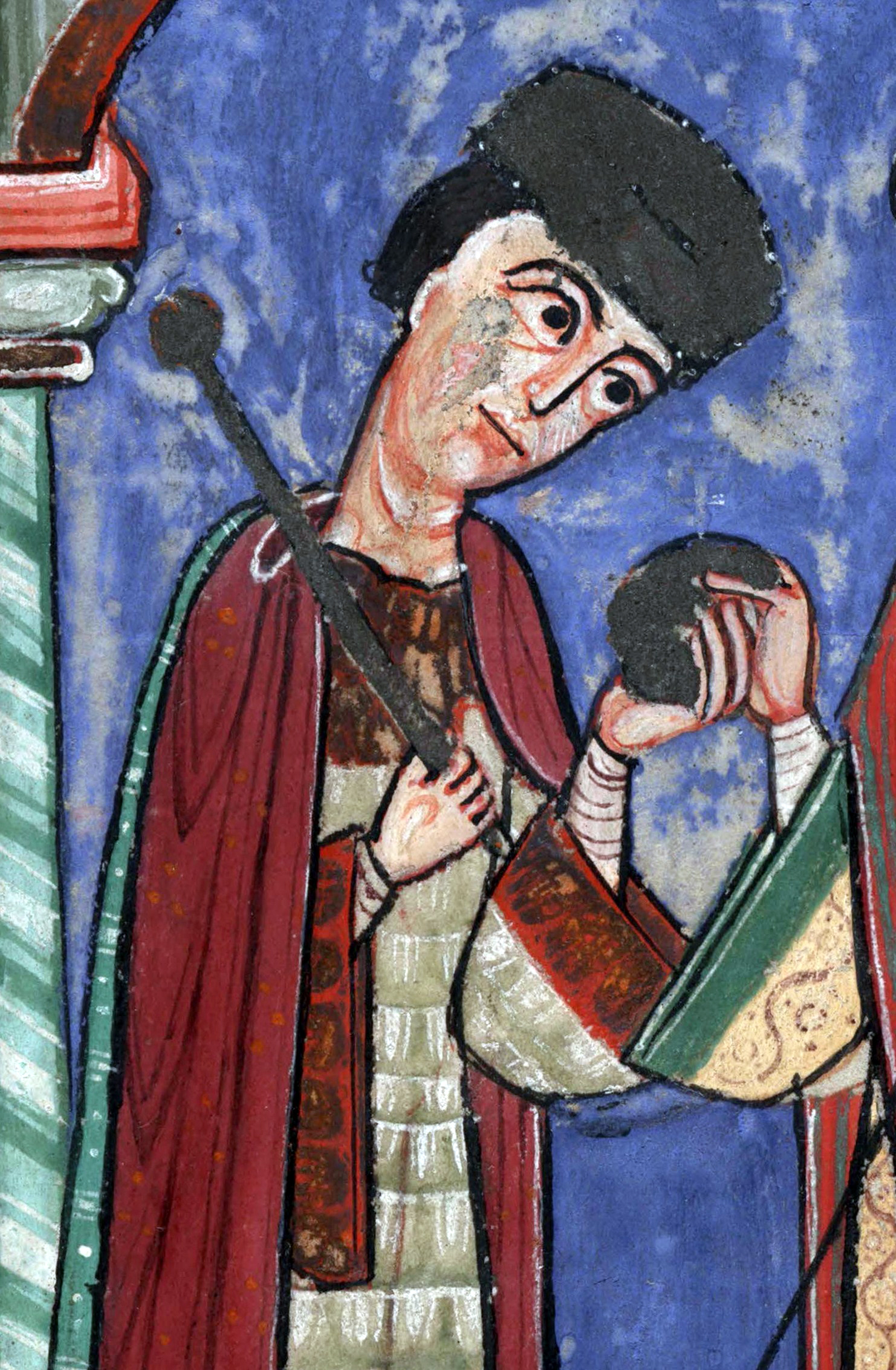
Sacro Imperador Romano-Germânico, Henrique V

Latrão I foi o primeiro de cinco Concílios Lateranenses entre os anos 1123-1215. O primeiro não era muito original em seu conceito, nem um chamado para atender a uma questão teológica premente. Na maior parte do tempo, o papa Calisto II convocou o conselho para ratificar as várias reuniões e concórdias que vinham ocorrendo em Roma e arredores por vários anos. A questão mais urgente era a da controvérsia da investidura, que consumira quase um século de discórdia e guerra aberta. No centro da questão estava a antiga prática do Sacro Imperador Romano de nomear o papa assim como bispos e padres. Estes seriam investidos com algum símbolo secular, como uma espada ou cetro e a autoridade espiritual representada por um anel, mitra e báculo. Para uma população analfabeta, parecia que o bispo ou abade era agora o rei inferior e devia sua posição ao rei. Esta questão veio à tona na primeira parte do século XI, quando Roma e o papa procuraram a autonomia do Sacro Imperador Romano. Foi uma questão central no reinado do Papa Gregório VII e suas batalhas com Henrique IV, Sacro Imperador Romano. A questão nunca foi resolvida. Anos de ensino por padres e bispos treinados pelos romanos na Alemanha levaram a uma geração instruída que rejeitou a ideia do direito divino dos reis.
O III Concílio de Latrão e o IV Concílio de Latrão são geralmente considerados de muito maior significado do que Latrão I. No entanto, Latrão marcou, pela primeira vez, que um concílio geral e grande foi realizado no Ocidente. Todos os concílios anteriores estiveram no Oriente e foram dominados por teólogos e filósofos gregos. Na luta entre Estevão da Inglaterra e Matilda, filha de Henrique I da Inglaterra, a Igreja Inglesa escapou do controle que os normandos haviam exercido. Estevão foi forçado a fazer muitas concessões à Igreja para ganhar algum elemento de controle político. Historicamente, os historiadores consideraram seu governo como um desastre, chamando-o de Anarquia.
Por causa da necessidade política, os Sacros Imperadores Romanos foram impedidos de nomear bispos diretamente no reino. Na praticidade, o processo continuou até certo ponto. A questão da separação entre Igreja e Estado foi simplesmente reformulada em uma direção diferente. De todas as Reformas Gregorianas que foram incorporadas por Latrão I, o celibato do clero foi o mais bem-sucedido. A simonia foi reduzida. Com o passar do tempo, a interferência secular na política da Igreja continuou, embora de formas diferentes da controvérsia da investidura.
Tem sido argumentado por alguns historiadores que a Concordata de Worms e sua reiteração por Latrão I eram pouco mais do que enfrentar medidas de salvação da Igreja. Henrique V, Sacro Imperador Romano, continuou a nomear bispos dentro do seu reino. Seu controle sobre o papado foi definitivamente abatido. Na época, a Concordata de Worms foi proclamada como uma grande vitória para Henrique V dentro do Sacro Império Romano. Serviu para restringir grande parte da guerra mais recente dentro e fora do império. No final, Henrique V morreu, tendo como monarca um reino muito diminuído.